# 2011年内蒙古抗议示威事件
2011年内蒙古抗议示威事件发生于2011年5月25日。2000多名蒙古族学生和牧民在内蒙古自治区锡林郭勒盟西乌珠穆沁旗政府所在地示威，要求惩罚碾死牧民莫日根的肇事者。
由于消息渠道的封锁，因而示威活动的起因、规模程度以及中国政府对待示威的行动等方面，外界和中国官方的描述有些出入。

## 事件经过
2011年5月11日，蒙古族牧民莫日根组织30多村民，为保护牧场和家园，抗议当地煤矿的拉煤货车在牧民草场上乱跑，破坏草场和制造污染。最终被喝了酒的货车司机驾驶的卡车拖出150多米，当场死亡。
2011年5月23日，西乌珠穆沁旗政府所在城镇爆发民众抗议示威，警民对峙，当局封锁了交通，并逮捕了一些抗议者。
2011年5月24日，内蒙古锡盟当局在晚间的新闻发布会上表示，这起恶性刑事案件的犯罪嫌疑人已被正式批捕，将依法“从重从快”审理判决。
2011年5月25日，内蒙古锡林郭勒盟蒙古族中学、市蒙古中学、综合高中等学校的2000多名蒙古族学生和牧民在当地锡林浩特政府所在地示威，要求惩罚碾死牧民莫日根的肇事者。這是近30年來，當地最大規模的抗議示威活動。而当日在锡林郭勒盟东乌旗也出现抗议活动。此时抗议活动正式从个人命案升级至抗议多年积存的草原生态被恣意破坏、草原原著民生存状况危机的活动。当局承诺这次事件的受害者家人将获得房子和60万元的赔偿。26号在镶黄旗学生和牧民上千人进行了保护草原和牧民合法权益的抗议活动。
2011年5月27日，锡林郭勒盟正蓝旗、西乌珠穆沁旗开始实行所谓“军管”。数百抗议牧民和学生与百名防暴警察发生了冲突，40多人被逮捕。内蒙古自治区党委书记胡春华到锡林郭勒盟西乌珠穆沁旗综合高级中学与学生对话，希望缓解当地紧张局势，结束抗议。
2011年5月28日，未有抗议发生。锡林郭勒盟正蓝旗、西乌珠穆沁旗仍有武警把守通往政府大楼的街道。总部设在美国纽约的“南蒙人权信息中心”散布消息称“正蓝旗各个高中的学生被要求周末待在学校”。当日有网站新闻报道，内蒙古自治区党委在5月27日免去中共西乌珠穆沁旗委书记海明的职务，斯琴毕力格接任。。据《法制日报》报道，当日下午3时，内蒙古自治区公安厅新闻办向媒体通报了日前发生在锡林郭勒盟的“5·11”、“5·15”恶性刑事案件。
2011年5月29日，配备盾牌，警棍和头盔的数百名武警和防暴警察在呼和浩特市新华广场戒严。呼和浩特的一些学校也加强了戒备，有的大学进出口被警察封锁。據總部設在美国紐約的“南蒙人權信息中心”透露，至少有90人先後在這次抗議活動中被捕。
2011年5月30日，呼和浩特市继续管制。内蒙古多个城镇的互联网被切断，据称新浪微博上无法搜索到含有“呼和浩特”和“内蒙古”字样的微博，呼和浩特职业技术学院的一名教师称“上级党委要求学校实行每日上报制度”。在东京、华盛顿、阿姆斯特丹和斯德哥尔摩均有蒙古人组织的示威游行活动。大约100名生活在日本的蒙古人在中国驻日大使馆门前抗议。
2011年5月31日，中华人民共和国外交部发言人姜瑜在外交部例行记者会上表示“政府将会采取必要的措施保障各团体的利益，但不会放过制造麻烦的人”。
2011年6月8日，内蒙古自治区西乌珠穆沁旗运煤车故意轧死蒙古族牧民一案在锡林郭勒盟中级人民法院开庭审理，受害人和被告的家属及锡林郭勒盟各界人士当庭旁听，一审判决肇事司机李林东和卢向东死刑和无期徒刑。各方对判决结果表示满意。示威事件发生后，内蒙古自治区政府对当地矿业秩序进行了严厉整顿，排查损害群众利益、危害生态环境、扰乱矿业发展的违规行为。
2017年5月11日，锡林郭勒盟苏尼特左旗的5位牧民因计划纪念莫日根遭抓捕，另有牧民因在微信发送相关视频也被公安抓走。

## 各国际組織反应
- 国际特赦组织：国际特赦组织亞太部副主任凱瑟琳‧巴珀（Catherine Baber）呼吁中共当局尊重蒙古族的言论自由和集会的权利，避免使用不必要或过度的暴力对待抗议者[21]。

- 德国内蒙古人权保卫同盟主席席海明称“我们不是要搞民族分裂，而是要搞民族团结。我们要按中华人民共和国草原法来解决问题。内蒙是蒙古人和汉人两源主体。应当共存，互利，双赢”[22]。

## 轶闻
凤凰卫视旗下的《凤凰周刊》爆料，称2011年5月，内蒙古抗议示威发生后，因内蒙古属北京军区所辖，军队也随后介入调停处理，据称，时任中央军委副主席的徐才厚派北京军区一位将领前往内蒙古坐镇和协调，积极向农牧民补偿，此事平息之后，该企业老板转手给徐才厚上千万元的“感谢费”。该家企业行贿者姓名尚未得知，但大陆《财经》杂志今年披露，已落马的大连阜新首富王春成与“军中大老虎”徐才厚有染。王的辽宁春成工贸集团有限公司在内蒙古投资能源产业，王在内蒙古的分公司也一度遇到来自当地牧民、官场的各种阻力，最后都逐一解决。